# Пані Марія
«Пані Марія» (рос. «Пани Мария») — радянський художній фільм 1979 року, знятий режисером Наталією Трощенко на кіностудії «Ленфільм».

## Сюжет
1944 рік — Німецько-радянська війна. На Варшавському напрямі тривають запеклі бої. У провінційному тиловому місті знайомляться солдат Іван та торговка Марія, не знаючи про те, що ця зустріч змінить їхні долі.

## У ролях
- Світлана Крючкова — Марія Тарасівна Зубрицька
- Георгій Бурков — Іван Анисимович Пєтух
- Сергій Іванов — Станіслав Адамович, лейтенант міліції
- Ігор Осокін — Павлик
- Джемма Фірсова — Віра, перукар
- Олена Фетисенко — Валентина, вихователька у дитячому будинку
- Володимир Басов — фотограф
- Олексій Кожевников — Ігнат Бєльський, перукар
- Микола Тимофєєв — Олександр Іванович Охрімчук, листоноша
- Валерій Ольшанський — Юргіс Строчкус, єфрейтор
- Гелій Сисоєв — Гриша
- Юрій Соловйов — військком, майор-фронтовик
- Віра Кузнецова — Раїса Яценко
- Лілія Гурова — Юлія Павлова
- Любов Тищенко — Павлина Іванівна
- Олена Андерегг — Ядвіга Кондерська
- Сергій Піжель — Петрусь, залицяльник Марії
- Сергій Дрейден — однополчанин Івана Півня
- Олександр Суснін — капітан

## Знімальна група
- Режисер — Наталія Трощенко
- Сценарист — Самсон Поляков
- Оператор — Олександр Чечулін
- Композитор — Надія Симонян
- Художник — Олена Фоміна